# مقبرة أولد آيل
مقبرة أولد آيل (بالإنجليزية: Auld Aisle Cemetery)‏ هي مقبرة تقع في كيركنتيلوش (Kirkintilloch) في شرق دونبارتونشاير باسكتلندا.  المقبرة محمية في قائمة المباني المدرجة بالفئة A، وتشمل المقبرة قبوراً تعود للقرن الثامن عشر. 

## التاريخ
شكلت المقبرة أرضية كنيسة القديس نينيان، وهي كنيسة أبرشية سابقة للإصلاح. وثم تم التخلي عن كنيسة القديس نينيان بعد عام 1659، بعد تقسيم أبرشية لينزي القديمة إلى كومبيرنولد وكيركنتيلوك. يعود تاريخ برج المراقبة إلى أوائل القرن الثامن عشر ، وتم بناء البوابة عندما تم توسيع المقبرة في عام 1863. 

## قبور بارزة
- ألكسندر بين (1810–1877)، أول من اخترع الساعات الكهربائية وحصل على براءة اختراع عليها. [5]
- نيكولا آن رافائيل (1985–2001)، ضحية بارزة في التنمر والانتحار. [6]

## قبور المحاربين
تحتوي المقبرة على قبور 38 من أفراد خدمة الكومنولث: 17 من الحرب العالمية الأولى و21 من الحرب العالمية الثانية. 